# Inyección de haz neutro
La inyección de haz neutro (en inglés: neutral-beam injection, abreviado NBI) es un método utilizado para calentar plasma dentro de un dispositivo de fusión que consiste en un haz de partículas neutras de alta energía que pueden entrar en el campo de confinamiento magnético. Cuando estas partículas neutras son ionizadas por colisión con las partículas de plasma, se mantienen en el plasma por el campo magnético confinante y pueden transferir la mayor parte de su energía por colisiones adicionales con el plasma. Por inyección tangencial en el toro, los haces neutros proporcionan también impulso al plasma y la impulsión de la corriente, una característica esencial para los pulsos largos de plasmas ardientes. La inyección de haz neutro es una técnica flexible y fiable, que ha sido el sistema de calefacción principal en una gran variedad de dispositivos de fusión. Hasta la fecha, todos los sistemas NBI estaban basados en haces de iones precursores positivos. En los años 1990 se produjo un notable progreso en las fuentes de iones negativos y aceleradores con la construcción de sistemas NBI basados en iones negativos de varios megavatios en LHD (H0, 180 keV) y JT-60U (D0, 500 keV). El NBI diseñado para el ITER es un desafío sustancial (D0, 1 MeV, 40 A) y se está construyendo un prototipo para optimizar su rendimiento en vista de las futuras operaciones del ITER. Otras formas de calentar el plasma para la fusión nuclear son el calentamiento por radiofrecuencia, el calentamiento por resonancia de ciclotrón electrónico (ECRH) y calentamiento por resonancia de ciclotrón iónico (ICRH).

## Mecanismo

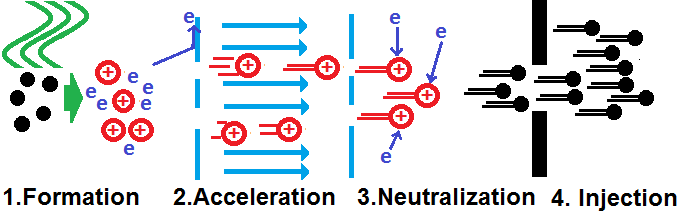
Diagrama de los pasos del proceso.

Esto se lleva a cabo generalmente así:
1. Preparación del plasma. Esto se puede hacer calentando un gas a baja presión.
2. Aceleración de iones electrostáticos. Esto se hace bajando los iones cargados positivamente hacia las placas negativas. Cuando los iones caen, el campo eléctrico trabaja sobre ellos, calentándolos a temperaturas de fusión.
3. Reneutralización del plasma caliente añadiendo la carga opuesta. Esto proporciona al rayo de movimiento rápido una carga neutra.
4. Inyección del haz neutro caliente en movimiento rápido en la máquina.

## Inyectores de haz neutro instalados en experimentos de fusión
En la actualidad, todos los experimentos de fusión principales utilizan NBI. Los inyectores basados en iones positivos tradicionales (P-NBI) se instalan por ejemplo en el JET, o en ASDEX-U. Para permitir la deposición de energía en el centro del plasma quemado en dispositivos más grandes, se requiere una energía de haz neutro superior. Los sistemas de alta energía (> 100keV) requieren el uso de tecnología de iones negativos (N-NBI).
|          | P-NBI | N-NBI | ECRH | ICRH | LH |
| -------- | ----- | ----- | ---- | ---- | -- |
| JET      | 34    | -     | -    | 10   | 7  |
| JT-60U   | 40    | 3     | 4    | 7    | 8  |
| TFTR     | 40    | -     | -    | 11   | -  |
| EAST     | -     | -     | 0.5  | 3    | 4  |
| DIII-D   | 20    | -     | 5    | 4    | -  |
| ASDEX-U  | 20    | -     | 6    | 8    | -  |
| JT60-SA* | 24    | 10    | 7    | -    | -  |
| ITER*    | -     | 33    | 20   | 20   | -  |

|                                        | JT-60U          | LHD            | ITER*            |
| -------------------------------------- | --------------- | -------------- | ---------------- |
| Haz de iones precursores               | D−              | H−             | D−               |
| Tensión máxima de aceleración (kV)     | 400             | 190            | 1000             |
| Potencia máxima por haz instalado (MW) | 5.8             | 6.4            | 16.7             |
| Duración (s) del pulso                 | 30 (2MW, 360kV) | 128 (en 0.2MW) | 3600 (en 16.7MW) |